# Gruppen
Gruppen (1955–57) es una obra del compositor alemán Karlheinz Stockhausen compuesta para tres orquestas. Es una de las obras más influyentes de la segunda mitad del Siglo XX.
La música serial, cuyo antecedente es el Dodecafonismo, seguía evolucionando de la mano de Stockhausen planteándonos en esta obra una de las obras más representativas del serialismo integral. En Gruppen, no solo los parámetros musicales quedan serializados también el modo en que interactuaban las tres orquestas. 
Cada orquesta esta dispuesta de tal forma que compone un triángulo con las otras dos dejando al público en el centro.
- Datos: Q967545